# Columbus (Missisipi)
Columbus – miasto w Stanach Zjednoczonych, w stanie Missisipi, siedziba administracyjna hrabstwa Lowndes.